# سیارک ۸۵۲۳
سیارک ۸۵۲۳ (به انگلیسی: 8523 Bouillabaisse، نامگذاری:1992PX) هشت هزار و پانصد و بیست و سومین سیارک کشف شده‌است که در ۸ اوت ۱۹۹۲ کشف شد.
قدر مطلق سیارک برابر ۱۴٫۵۰ است.